# Luc Vleugels
Luc Frans Maria Vleugels (Geel, 9 december 1959) is een Belgisch politicus voor de CD&V. Hij werd burgemeester van Heist-op-den-Berg.

## Levensloop
Luc Vleugels werd bij de gemeenteraadsverkiezingen van 1994 verkozen tot gemeenteraadslid van Heist-op-den-Berg. Zes jaar later werd hij opnieuw verkozen en werd hij fractieleider.
In 2006 werd Vleugels aangeduid als lijsttrekker van de kartellijst CD&V/N-VA. Hij werd met het hoogste stemmenaantal verkozen en benoemd tot burgemeester van Heist-op-den-Berg. Hij leidde een coalitie tussen CD&V/N-VA en VLD. Zes jaar later was hij opnieuw lijsttrekker voor de CD&V. Ondanks de winst van de N-VA behaalde hij 3679 stemmen en bleef de CD&V de grootste partij. Hij werd burgemeester, ditmaal in een coalitie tussen CD&V, Open VLD en sp.a.
Na de gemeenteraadsverkiezingen van 2018 ontstond er in Heist-op-den-Berg een monstercoalitie tussen CD&V, N-VA, PRO Heist, Open Vld en Groen. Vleugels werd burgemeester. Op 1 januari 2022 werd hij als burgemeester vervangen door eerste schepen en voormalig doelman Jan Moons van de N-VA.